# Шаги (мультфильм, альманах)
«Шаги» (бел. «Кроки») — белорусский советский мультфильм-альманах, выпущенный в 1988 году киностудией Беларусьфильм. Состоит из трёх отдельных частей: 1. Беглец (бел. Уцякач), 2. Всегда (бел. Заўжды), 3. Черта (бел. Рыса).

## Съёмочная группа
|                         | Беглец        | Всегда                                  | Черта                                                                                   |
| Режиссёр-постановщик    | В. Бакунович  | В. Алькович                             | Михаил Тумеля                                                                           |
| Автор сценария          | В. Бакунович  | В. Алькович                             | Михаил Тумеля                                                                           |
| Оператор-постановщик    | Юрий Мильтнер | Юрий Мильтнер                           | Михаил Комов                                                                            |
| Художник-постановщик    | В. Коршакевич |                                         | Михаил Тумеля                                                                           |
| Художник-мультипликатор | В. Бакунович  | Сергей Кишов                            | Михаил Тумеля, Сергей Кишов, Анна Тумеля                                                |
| Художник                |               | Влада Кириенко, О. Безручко, А. Руднева | М. Беренштейн, А. Ляпик, А. Руднева, С. Тропацкая, Анна Тумеля, А. Чайчук, Ольга Чикина |
| Звукооператор           |               |                                         | Александр Черномордик                                                                   |
| Монтаж                  |               |                                         | Л. Резниченко                                                                           |
| Ассистент художника     | О. Безручко   |                                         |                                                                                         |
| Редактор                |               |                                         | Сергей Булыга                                                                           |
| Директор                |               |                                         | А. Залесский                                                                            |